# Ideobisium puertoricense
Ideobisium puertoricense är en spindeldjursart som beskrevs av William B. Muchmore 1982. Ideobisium puertoricense ingår i släktet Ideobisium och familjen spinnklokrypare.

## Underarter
Arten delas in i följande underarter:
- I. p. puertoricense
- I. p. cavicola